# Prix d’Encouragement à la recherche
Le prix d’Encouragement à la recherche  est un prix littéraire français annuel de l’Académie des sciences d’outre-mer, créé en 2015 et « destiné à récompenser des mémoires universitaires, thèses ou travaux postdoctoraux soutenus ou publiés l’année en cours ou l’année précédente. Les candidatures au prix d’Encouragement à la recherche doivent faire l’objet d’un parrainage d’un Académicien, du directeur de thèse, ou du responsable de laboratoire ou d’UMR ».

## Liste des lauréats
- 2015 : Franck Michelin pour L’Indochine française et l’expansion vers le sud du Japon à l’orée de la Guerre du Pacifique : politique étrangère et processus de décision, 2 juin 1940 – 8 décembre 1941 - Paris : Université Paris-Sorbonne, Ecole doctorale d’histoire moderne et contemporaine (ED 0188), Centre Roland Mousnier (UMR 8596), 06 décembre 2014[2].
- 2016 :
  - Guillaume Denglos pour Juin l’Africain : le « dernier maréchal d’empire », 1888-1967 - Paris : Université Paris 1 Panthéon-Sorbonne, 11 décembre 2014[3].
  - Angela Daiana Langone pour Molière et le théâtre arabe : réception moliéresque et identités nationales arabes - Berlin : De Gruyter, 2016.
  - Nahed Nadia Noureddine pour Le Maghreb en traduction : traduction, diffusion et réception en Espagne de la littérature maghrébine de langue française - Arras : Artois presses université, 2015.
- 2017 : 
  - Marc André (1982-....) pour Femmes dévoilées : des Algériennes en France à l’heure de la décolonisation - Lyon : ENS, 2016.
  - Julie d'Andurain pour Colonialisme ou impérialisme ? : le parti colonial en pensée et en action - Léchelle : Zellige, 2016.
  - Léa Havard pour L’État associé : recherches sur une nouvelle forme de l’État dans le Pacifique Sud - Bordeaux : Université de Bordeaux, École doctorale de Droit (E.D. 41), spécialité Droit public, 14 novembre 2016[4].
- 2018 : Élodie Salmon pour L’Académie des sciences coloniales : une histoire de la « République lointaine » au XXe siècle - Paris : Sorbonne Université, École doctorale II – Centre Roland Mousnier, 16 juin 2018[5].
- 2019 :
  - Monica Cardillo pour L’eau et le droit en Afrique aux XIXe et XXe siècles. L’expérience de la colonisation française - Montpellier : thèse soutenue le 30 novembre 2018[6].
  - Romain Tiquet pour Travail forcé et mobilisation de la main-d’oeuvre au Sénégal : années 1920-1960 - Rennes : Presses universitaires de Rennes, 2019[7].
- 2020 : Georges El Daccache pour La Banque de Syrie et du Liban, levier de développement ou instrument de l’impérialisme français ? (1919-1945) - Paris : thèse soutenue le 3 décembre 2019[8].
- 2021 : Tianhui Gong pour La question indochinoise entre la France et la République populaire de Chine de 1954 à 1964 - Paris : thèse soutenue à Sorbonne Université le 6 juillet 2021
- 2022 :
  - Yanis-Jossua Abderrahim-Goulon pour Les jeux de hasard en Indochine de l’exploitation à la prohibition… de la prohibition à l’exploitation
  - Emmanuelle Haïm pour Gabriel Hanotaux : un homme d’état, historien et académicien au service de la nation française
- 2023 : Alexandre Lauret pour L’âge d’or du trafic de migrants à Djibouti. Marge, passeurs et intégration régionale dans la Corne de l’Afrique et la péninsule Arabique
- 2024 : ex æquo
  - Christelle Comair pour La médiation : un dispositif conceptuel pour repenser les relations internationales
  - Xiaoxuan Shi pour L’industrie lyonnaise de la soie et la Chine : réalités et limites de l’expansion commerciale des soyeux lyonnais (milieu du XIXe siècle à 1914)